# 八重山地震
八重山地震是指在1771年4月24日於當地時間在上午8點（琉球國第二尚氏王朝尚穆王20年，清朝乾隆36年，日本明和8年，3月初十辰時）發生在琉球國的地震，該次地震屬於為海溝型地震。八重山地震之後卻導致了引發琉球歷史上最強破壞力的巨大海嘯。該次地震規模估計是ML8，該次地震也引發了浪高超過高度有80公尺的巨大海嘯襲擊了琉球列島，導致了造成在石垣島與宮古島地區各有8,439人和2,548人罹難。
當時琉球國為清朝的藩屬國，他們也使用了清朝年號紀年，因此在琉球被稱為乾隆大海嘯（乾隆大津波）。在琉球國當時又受到了薩摩藩控制，在日本也被稱為明和大海嘯（明和の大津波）。該次巨大海嘯的高度也創下了日本琉球史上最高的紀錄。

## 概要
據《球陽》記載，當日辰時琉球國中部到久米島、慶良間島、宮古島、八重山群島發生了地震，在退潮時海水猛騰，仍像漲潮那樣。在宮古島更在1刻之間騰湧3次，騰湧的海水高3丈5尺至12丈、3丈不等，於是有大部分的人們在海岸邊放石頭到5丈高，他們真的希望能阻擋巨大海嘯。
宮古群島方面、宮古島的宮國、新里、砂川、友利、池間、前里6村，在伊良部島的伊良部、仲地、佐和田3村，在多良間島的仲筋、鹽川2村以及水納島總共有12村被巨大海嘯沖壞。其中在宮國、新里、砂川、友利等地的房屋、石牆、樹木、土地都被破壞，即使村背較高地方的房屋也只有極少得以保存。而土地平坦的水納島被巨大海嘯沖過之後，有島上的人家更是完全被洗蕩無存。被沖上岸的大小石塊和砂礫被堆成石原。在宮古群島各村總共有1,054間房屋被沖毀，有25間房屋水浸。有些死者都是村外人有事前來而罹難，卻有些是護船時被巨大海嘯蓋過而罹難的。有些人被塌下的房子壓傷，性命垂危。卻有些村內的人都去了別處而逃過一劫，也有些的人抓著房壁木材等物漂流數天之後就獲救。在安良村有1名叫津奴的百姓（庶民）被巨大海嘯沖到礁外1里多的位置漂浮之際，有1條長1丈多的鯖魚游到他的胯下把他托住，他知道鯖魚救他，就抱緊魚身。鯖魚把他送到礁邊堆著木材的地方，然後離去，津奴卻因此得以生還。
在八重山群島方面，於辰時在八重山島東南方外海掀起巨大海嘯，在石垣、新村、登野城、大川、平得5村各有1半面積被巨大海嘯洗蕩，在真榮里、大濱、宮良、白保、伊原間、安良、桃里7村盡毀，房屋全部被沖走。在八重山群島包括黑島、新城島以及附近地區總共為19村合總共為2,123間房屋被沖毀，還有13間房屋水浸。

## 人命傷亡以及經濟損失

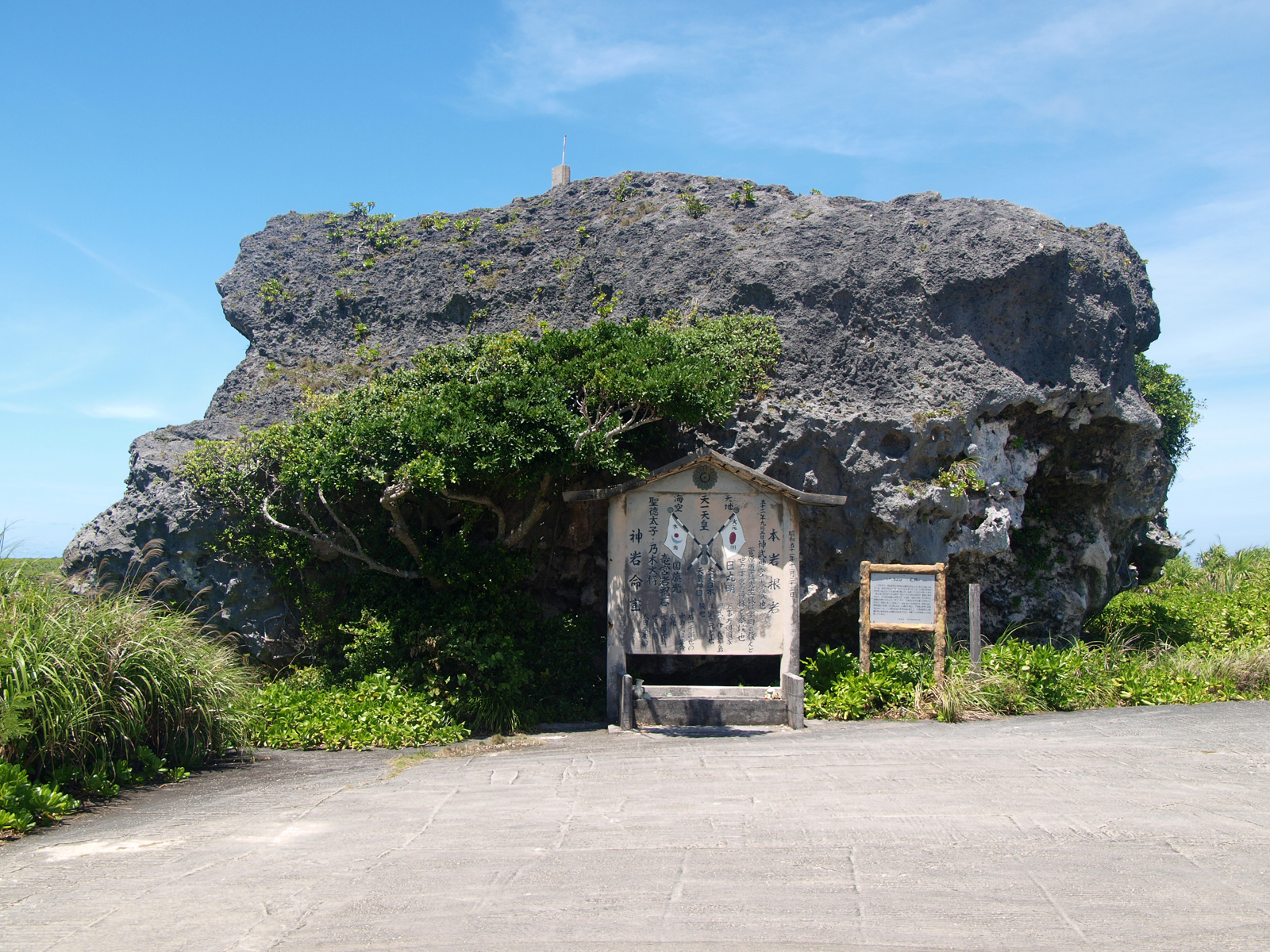
下地島的帶岩，這個就是被八重山地震引發的巨大海嘯所帶上岸的

宮古島海嘯導致了有2,548人溺斃，包括有1,149名男性和1,399名女性。田畝受損賦數2石6斗4升3合6勺，圃場損失賦數4百30石8斗9升3合2勺3才。上木穀損失賦數7石6斗6升2合5勺7才，農作物損失合總共4百41石1斗9升9合4勺。另外有102町9端5畝27步土地荒廢，大小船隻共72艘損毀，有403匹馬以及238頭牛罹難，3座橋損毀。被水淹的土地共29萬9千4百坪，包括藻原6笏2百坪、茅原12萬01百坪、藪地2萬1千坪。有村番所6間、織布屋16間、藍藏5間、船具屋1間被巨大海嘯沖毀。
在八重山的人命損失更為嚴重，總共有9,393人罹難，包括了有4,104名男性和5,289名女性，死者包括大川村在番（地方官名）向成功（金城親雲上朝倚）以及馬艦水手總共有44名。經濟損失方面，大小船隻共31艘被毀，有431匹馬和195頭牛罹難，桃林寺及權現堂、一宇嶽共計8千2百坪被毀，包括拜殿1間、橋3座。被水淹的土地共37万5千坪，薄原5万7千坪、茅原6万7千坪、藪地5万坪、役座1間、在番直所3間、倉庫1所、各村番所3間以及運糧馬艦船6艘都被沖壞。各村內即使有些房屋未被波及，大部分的土地也被沖壞，農作物損失慘重，合共3百70石2升3合1勺1才。總共有79町5端8畝16步的土地損毀、内、田畝損失賦数95石4斗2升1合7勺7才，圃場損失賦数2百74石1升2合7勺4才、上木穀損失賦数5斗8升8合6勺。

## 災後情況

### 善後工作
海嘯發生後，各番頭目（地方官員的一種）急召人民，分配工作，收葬海嘯死難者屍體。又派人到海邊搜尋屍首，就地埋葬。尚穆王得知災情感到震驚且哀傷，就派遣毛維文（龜川里之子親雲上盛喜）前往宮古島致祭和發放糧食賑災，讓失去財物或受傷的生還者有食物維持生命，安撫人民。尚穆王又擔心接近宮古島的八重山島又會發生海嘯，就命向允良（源河親雲上朝寄）前往當地巡察。向允良到達八重山群島就發放穀物賑災，設置祭台，放上祭品祭祀死難者，命令桃林寺住持弔祭。他又命筆者（書記）到向成功、兩名頭目及大阿母等人的墓前弔祭。當時死難者四處埋葬，但他們都死去不久，難以洗骨遷葬，向允良見狀就命人建石為記。
尚穆王又認為土地和人命損失是自己的行為不當和政務失宜所致，日夜不安，於是在四月二十四日率領國相（攝政）尚和（讀谷山王子朝恆）、法司、御物奉行等官員到崇元寺、圓覺寺、天王寺參拜先王與妃，國相、法司等官員又參拜辨嶽、末吉辨才天堂、識名觀音堂等宗教場所，五月初一又在普天間祈求國泰民安。尚穆王又下令僧侶於四月廿五至廿七日在圓覺寺、護國寺祈福，又盡發放儲穀至稼穡被毀、飲食缺乏的多良間島賑濟災民，並免除災民的賦稅。由於水納島房屋全被沖毀，大臣就請求尚穆王免除當地居民的賦稅。又因為宮國、新里、砂川、友利等村死者多，但圃場損毀較少；而長濱、前里、佐和田、國仲、仲地等村土地損毀嚴重，缺乏圃場，大臣就請求尚穆王把宮國等四村原有戶籍轉移到各村背後高地，把長濱等五村戶籍轉移至宮國等四村。
向允良回到首里，請求尚穆王讓八重山各被毀村落擇地重建，又請求把平久保村人民編入安良村戶籍、把竹富村人民送到富崎地方建新村。再請求尚穆王修正人丁數目，死難者下一年就不用再繳稅。尚穆王又派遣使者致祭，並褒賞有功者。

### 褒賞有功者
海嘯發生後，有些人雖然失去家園和至親，但仍然出力救助其他生還者和埋葬死難者，這些人被視為有功者，獲朝廷褒賞。在八重山群島，巨浪初退時，人們都害怕又有巨浪來襲，紛紛慌張逃走，並沒有救人和收屍之心；唯獨大川與人大濱筑登之（與人為職稱）在漂流時見人們只顧逃走不去救人，就大聲叫各村沒有受傷的人拯救被家具、木材壓住的人，又搬運名藏村的稅米到石垣村等四村讓災民充飢。又撈出被淹浸的穀物煮成粥和飯讓救人者吃。大川村在番向成功（金城親雲上朝倚）不知所終，後來他的屍首被人於海邊尋獲並埋葬。這時出差在其他島嶼的在番筆者和頭目得知災難之事，即召集離島的役人一起回到大川村。次日在番筆者和頭目先回到大川村，役人則駕小舟數十隻於較後時間回來，然後一起救治傷者和埋葬死者。而大濱筑登之的妻子被石牆壓死，弟弟和兒子都溺死，母親被壓至危殆，雖然有妹妹和兒子調理，但七天後終於去世。大濱筑登之遭逢巨變，正在嘆息。後來新任在番和各役員把他的事蹟上報朝廷。
除大濱筑登之外，尚有其他人在災後忍受喪親之痛的同時仍然參與救災和善後工作。其中番筆者容以善（真榮田筑登之親雲上義傳）的次子容良龍（真榮田子義篤）在海嘯中被溺斃，上原與人的父親、妻、子、孫被浪沖走。雖然他們和大濱筑登之都哀痛度日，但他們並不急著辦理喪事，反而仍然出來勸其他役員晝夜遍巡各村和收屍，並調查損失的田圃物件，趕緊派快船上報朝廷。他們又擔心當地因土地被沖壞而缺糧，就馬上下令種植番薯，對各項事務皆盡心盡力管理。他們的功勞被報上朝廷，尚穆王就賞他們上布各三疋。

## 震後餘波

### 赤蠅為患
地震以及巨大海嘯發生大約1個多月之後，八重山島上各村大量滋生了赤蠅，有大量牛馬被叮咬之後就漸瘦而死，總共有32頭耕牛、15頭牧牛、乘馬9匹、牧馬18匹都死於蠅患。直到同年4月20日下大雨，蠅患才漸漸的減退。

### 餘震
該年的7月19至8月初6，八重山島南風見、仲間2村發生了多次的餘震，期間每天地震為8次到9次，之後地震次數逐漸的減少。地震結果卻導致了仲間村驛路中間和村前汀場地陷水湧，面積分別大約1尺以及大約2尺。

## 現代研究
根據在日本國家天文臺出版的《科學年鑑》資料也顯示，八重山地震的規模為7.4，震央在八重山群島石垣島東南方為40公里，然而這種講法並且他們也沒有辦法解釋為何居然會引發的超巨大海嘯，但是有許多疑點出現。根據在琉球大學理學部中村衛的研究，該次地震原因是由石垣島與多良間島之間的正斷層所引發的。 但是進一步的模擬結果，如果假設地震規模為ML7.5的時候 ，震央為深度6公里的琉球海溝斷層，這個就很有可能會引發規模為MW8.0的巨大海嘯地震發生。